# Krakowska Szczelina

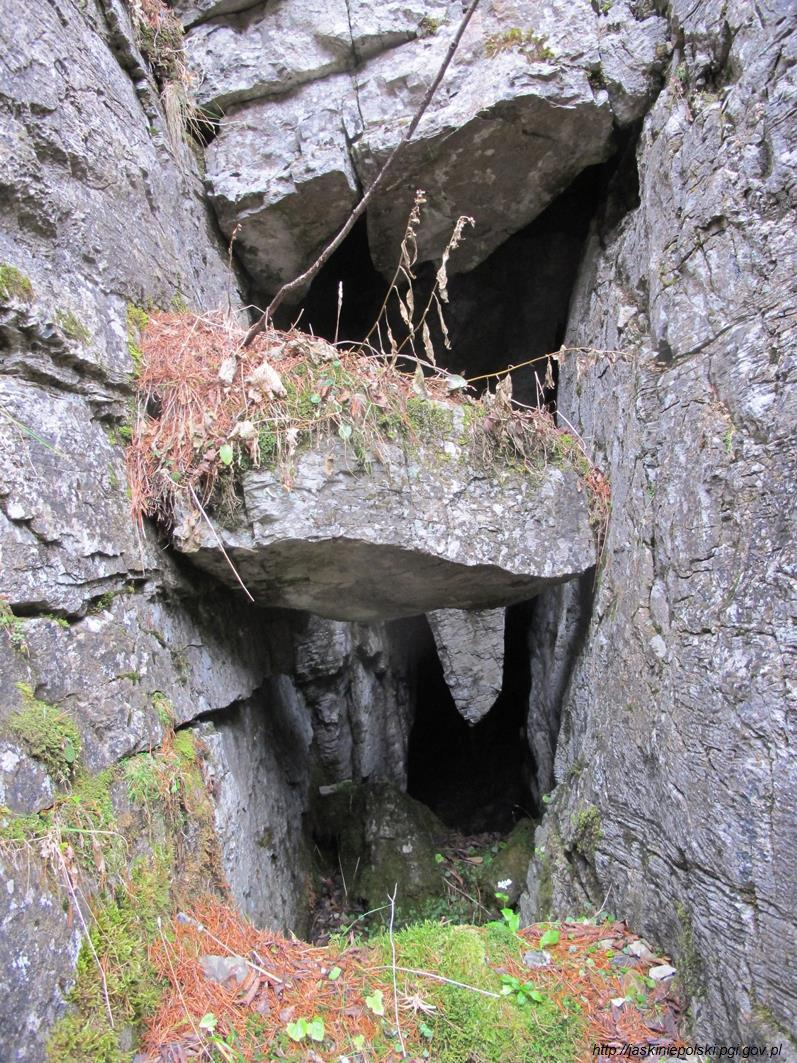
Otwór jaskini

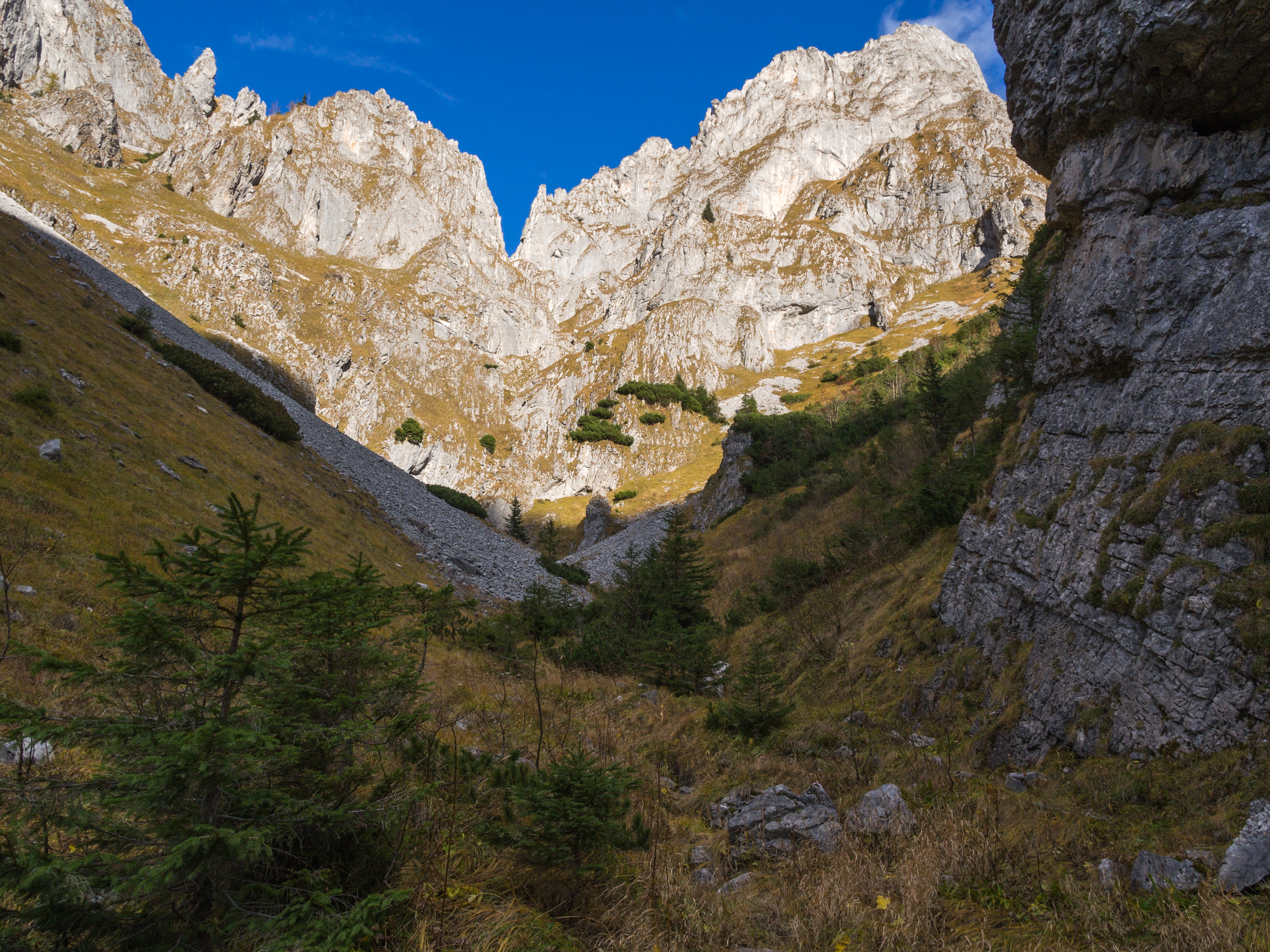
Płaśń między Progi

Krakowska Szczelina – jaskinia w Dolinie Kościeliskiej w Tatrach Zachodnich. Wejście do niej znajduje się w Wąwozie Kraków, w pobliżu Płaśni między Progi, na wysokości 1290 metrów n.p.m. Długość jaskini wynosi 6,5 metrów, a jej deniwelacja 1 metr.

## Opis jaskini
Jaskinię tworzy prawie poziomy, szczelinowy korytarzyk zaczynający się w pionowym i wąskim otworze wejściowym.

## Przyroda
W jaskini brak jest nacieków i roślinności.

## Historia odkryć
Jaskinia była prawdopodobnie znana od dawna. Jej pierwszy plan i opis sporządzili J. Nowak i J. Ślusarczyk w 2005 roku.